# Kasteel van Beynes
Het Kasteel van Beynes (Frans: Château de Beynes) is een kasteel in de Franse gemeente Beynes (Yvelines).